# Assiculoides
Assiculoides is een monotypisch geslacht van straalvinnige vissen uit de familie van dwergzeebaarzen (Pseudochromidae).

## Soort
- Assiculoides desmonotus Gill & Hutchins, 1997